# ITF feminino de Saint-Malo
O ITF feminino de Saint-Malo – ou Open 35 de Saint-Malo, na última edição – foi um torneio de tênis profissional feminino, de nível W60.
Realizado em Saint-Malo, no noroeste da França, estreou em 2008 e durou treze edições. Os jogos eram disputados em quadras de saibro durante o mês de abril.
Anteriormente, como Open Gaz de France de Bretagne, aconteceu em Dinan até 2007. Em 2021, ocorreria mais uma edição normalmente, mas foi cancelado em cima da hora, para ser promovido ao circuito challenger da WTA.

## Finais

### Simples
| Ano                           | Campeã                                                      | Vice-campeã                                                 | Resultado                                                   |
| ----------------------------- | ----------------------------------------------------------- | ----------------------------------------------------------- | ----------------------------------------------------------- |
| Torneio não realizado em 2021 |                                                             |                                                             |                                                             |
| 2020 (7 set.)                 | Nadia Podoroska                                             | Cristina Bucșa                                              | 4–6, 7–5, 6–2                                               |
| 2020 (20 abr.)                | Torneio não realizado em 2020 devido à pandemia de COVID-19 | Torneio não realizado em 2020 devido à pandemia de COVID-19 | Torneio não realizado em 2020 devido à pandemia de COVID-19 |
| 2019                          | Varvara Gracheva                                            | Marta Kostyuk                                               | 6–3, 6–2                                                    |
| 2018                          | Liudmila Samsonova                                          | Katarina Zavatska                                           | 6–0, 6–2                                                    |
| 2017                          | Polona Hercog                                               | Diāna Marcinkēviča                                          | 6–3, 6–3                                                    |
| 2016                          | Maryna Zanevska                                             | Camilla Rosatello                                           | 6–1, 6–3                                                    |
| 2015                          | Daria Kasatkina                                             | Laura Siegemund                                             | 7–5, 7–64                                                   |
| 2014                          | Carina Witthöft                                             | Alberta Brianti                                             | 6–0, 6–1                                                    |
| 2013                          | Teliana Pereira                                             | Pauline Parmentier                                          | 6–2, 6–1                                                    |
| 2012                          | Maryna Zanevska                                             | Estrella Cabeza Candela                                     | 6–2, 56–7, 6–0                                              |
| 2011                          | Sorana Cîrstea                                              | Sílvia Soler Espinosa                                       | 6–2, 6–2                                                    |
| 2010                          | Romina Oprandi                                              | Alizé Cornet                                                | 6–2, 2–6, 6–2                                               |
| 2009                          | Arantxa Parra Santonja                                      | Alexandra Dulgheru                                          | 6–4, 6–3                                                    |
| 2008                          | Stéphanie Cohen-Aloro                                       | Jelena Kostanić                                             | 6–2, 7–5                                                    |

### Duplas
| Ano                           | Campeãs                                                     | Vice-campeãs                                                | Resultado                                                   |
| ----------------------------- | ----------------------------------------------------------- | ----------------------------------------------------------- | ----------------------------------------------------------- |
| Torneio não realizado em 2021 |                                                             |                                                             |                                                             |
| 2020 (7 set.)                 | Paula Kania Katarzyna Piter                                 | Magdalena Fręch Viktorija Golubic                           | 6–2, 6–4                                                    |
| 2020 (20 abr.)                | Torneio não realizado em 2020 devido à pandemia de COVID-19 | Torneio não realizado em 2020 devido à pandemia de COVID-19 | Torneio não realizado em 2020 devido à pandemia de COVID-19 |
| 2019                          | Ekaterine Gorgodze Maryna Zanevska                          | Aliona Bolsova Tereza Mrdeža                                | 86–7, 7–5, [10–8]                                           |
| 2018                          | Alexandra Cadanțu Diāna Marcinkēviča                        | Verónica Cepede Royg Irina Khromacheva                      | 6–1, 6–2                                                    |
| 2017                          | Diāna Marcinkēviča Daniela Seguel                           | Irina Bara Mihaela Buzărnescu                               | 6–3, 6–3                                                    |
| 2016                          | Lina Gjorcheska Diāna Marcinkēviča                          | Alexandra Cadanțu Jaqueline Cristian                        | 3–6, 6–3, [10–8]                                            |
| 2015                          | Kristína Kučová Anastasija Sevastova                        | Maria Marfutina Natalia Vikhlyantseva                       | 16–7, 6–3, [10–5]                                           |
| 2014                          | Tatiana Búa Beatriz García Vidagany                         | Richèl Hogenkamp Lesley Pattinama Kerkhove                  | 6–4, 6–0                                                    |
| 2013                          | Elitsa Kostova Florencia Molinero                           | Kathinka von Deichmann Nina Zander                          | 6–2, 6–4                                                    |
| 2012                          | Pemra Özgen Alyona Sotnikova                                | Aleksandrina Naydenova Teliana Pereira                      | 6–4, 7–66                                                   |
| 2011                          | Nina Bratchikova Darija Jurak                               | Johanna Larsson Jasmin Wöhr                                 | 6–4, 6–2                                                    |
| 2010                          | Petra Cetkovská Lucie Hradecká                              | Mariya Koryttseva Raluca Olaru                              | 6–4, 6–2                                                    |
| 2009                          | Timea Bacsinszky Tathiana Garbin                            | Andreja Klepač Aurélie Védy                                 | 6–3, ab.                                                    |
| 2008                          | María José Martínez Sánchez Arantxa Parra Santonja          | Renata Voráčová Anastasiya Yakimova                         | 6–2, 6–1                                                    |